# Нукулана Мюллера
Нукулана Мюллера (лат. Nuculana pernula) — вид морских двустворчатых моллюсков из семейства нукуланид (Nuculanidae) отряда Nuculanida, обитающий на морском дне преимущественно на глубине 10—300 метров и более.
Было описано ещё несколько видов: Nuculana buccata, Nuculana lamellosa и Nuculana radiata, но последующие исследования установили, что это всего лишь отдельные популяции Nuculana pernula и указанные выше биномены сведены в синонимы к последнему.

## Описание
Раковина длиной 30 мм равностворчатая, но неравносторонняя: передний конец округлый, задний же более вытянут и обрублен. Снаружи она оливкового цвета, изнутри перламутрового слоя нет.

### Размножение
Нукуланы раздельнополы. Оплодотворение наружное. Детали размножения не известны, например, сомнительна стадия велигера. Представители вида начинают размножаться, когда раковина достигает длины в 16—17 мм.

## Распространение
Вид распространён в морях приполярной и умеренной арктической области, в бассейне Северного Ледовитого океана встречается в Баренцевом, Белом, Восточно-Сибирском, Карском морях, в море Лаптевых, а также у берегов островов: Гренландии, Земли Франца-Иосифа и Шпицбергена; в восточной Атлантике — от северной границы до Бискайского залива, проникают в Балтийское море; в западной Атлантике распространены от Гренландии вдоль восточного побережья США до полуострова Кейп-Код на юге; в Тихом океане — на побережье и в морях Дальнего Востока.